# Valea Rizii, Argeș
Valea Rizii este un sat în comuna Dârmănești din județul Argeș, Muntenia, România.